# Електрометалургійний завод у Мусаффах
Електрометалургійний завод у Мусаффах – виробничий майданчик компанії Arabian Gulf Steel Industries (AGSI, належить до зареєстрованої в Йордані Taybah Group), що працює в індустріальній зоні Мусаффах в еміраті Абу-Дабі (Об’єднані Арабські Емірати).
В 2016 році AGSI ввела в дію електросталеплавильне виробництво річною потужністю 400 тисяч тон сортової заготовки. Завод використовує технологію індукційної плавки, має піч-ківш та машину безперервного виливу. Основне обладнання постачили компанії Inductoterm (США) та Danieli (Італія).
Станом на кінець 2023 року завод щомісячно споживав 45 – 50 тисяч тон металобрухту, при цьому велась модернізація, яка мала збільшити потреби у цій сировині до 60 тисяч тон на місяць.
Є відомості, що AGSI також належить металопрокатний завод у Хамрії (емірат Шарджа), який використовує сортову заготовку.